# Club Jorge Chávez Nr. 1
Jorge Chávez Nr. 1 o también conocido como Club Deportivo Jorge Chávez (C.D. Jorge Chávez), fue un equipo fútbol del Cercado de Lima del Perú. Jorge Chávez Nr. 1, también participó en la fundación de la Liga Peruana de Football.

## Historia
El club C.D. Jorge Chávez fue un club peruano de fútbol, ubicado en la ciudad de Lima. El club fue fundado en 1910 con el nombre del club Jorge Chávez N.º 1 en honor al aviador peruano Jorge Chávez. Fue uno de los primeros clubes limeños en fundar la Liga Peruana de Fútbol. Federico Flores Escalante fue su delegado y representante del club. Adicionalmente fue elegido como primer vicepresidente de la Asociación Deportiva de Fútbol Profesional.
Jorge Chávez Nr. 1 se integró en la Primera División 1912. Para el siguiente año, el club ganó el Liga Peruana de Football (título de la liga). En la temporada 1914, el club Deportivo Jorge Chávez logra la tercera posición del torneo. Al siguiente año, el club pierde la categoría y descendie a la División Intermedia. Sin embargo, Jorge Chávez Nr. 1 logra ser promovido a la Primera División 1916. En 1916, Jorge Chávez Nr. 1 logra el subcampeonato de la liga, luego de perder ante Sport José Gálvez, en el duelo de campeones. En ese mismo año el club derrota a su contraparte del Callao, el Jorge Chávez N.º 2, formando otro duelo (el cual que se mantuvo por 5 años). 
En 1919 disputa la Copa de Campeones del Perú frente al Sport Alianza, sin embargo pierde y logra el subcampeonato. C.D. Jorge Chávez finalmente participa en la liga peruana hasta 1921. Cuando se reanudó la liga 1926, el club no se presentó y perdió la categoría. Poco tiempo después, el club no se presentó en los campeonato posteriores y luego desapareció.

## Jugadores
- Telmo Carbajo
- Rodríguez
- Martínez
- Lutgardo Litardo
- Espinosa
- Meneses
- Víctor Trenemann
- Marchand
- Hermes Cuello
- Jiménez

## Uniforme
C.D. Jorge Chávez/Jorge Chávez N°1 desde 1910 al 1992.
| Titular 1 | Titular 2 | Titular 3 | Titular 4 | Titular 5 | Titular 6 | Titular 7 | Titular 8 | Titular 9 |

## Rivalidades
- En el tiempo que el Jorge Chávez Nr. 1 participó en la liga, tuvo rivalidades en especial con el Sport José Gálvez y Jorge Chávez N.º 2. Sin embargo, también se enfrentó a equipos importantes del momento, como: Juan Bielovucic, Sport Alianza, Sportivo Tarapacá Ferrocarril, Sport Progreso y Atlético Peruano.

## Palmarés

### Torneos nacionales
| Competición nacional            | Títulos | Subcampeonatos |
| ------------------------------- | ------- | -------------- |
| Primera División del Perú (1/1) | 1913    | 1916.          |
| Supercopa del Perú (0/1)        |         | 1919.          |

## Nota de Clubes No Relacionados y Relacionados
En la actualidad existen equipos que tienen nombre parecidos al equipo histórico. Cabe entendido que son instituciones diferentes. Tenemos el caso del Club Sport Jorge Chávez de la Provincia de Huaura. El Club Jorge Chávez del distrito de Sullana, de la provincia de Sullana, del departamento de Piura. El club Deportivo Defensor Jorge Chávez del distrito Paucarpata, de la provincia de Arequipa, del departamento de Arequipa. Adicionalmente tenemos el caso del club Deportivo Jorge Chávez del Distrito de Chorrillos y el Deportivo Jorge Chávez del Distrito de Lurín.

## Enlaces
- 105 Aniversario ADPF, Historia
- Clubes formados por alumnos sin apoyo de autoridades educativas, capítulo 2 de La difusión del fútbol en Lima, tesis de Gerardo Álvares Escalona, Biblioteca de la Universidad Nacional Mayor de San Marcos
- Tesis Difusión del Fútbol en Lima
- De Chalaca: El génesis
- Telmo Carbajol
- Combinado Selección Limeña vs Selección Cerro de Pasco.
- Fútbol peruano historia

### Facebook
- Facebook:Club Jorge Chávez N°1.

- Datos: Q5774347